# Robert Lobenberg
Robert Lobenberg (* 16. September 1871 in Münster; † 19. November 1935 in Mainz, Taufname Robert Anton Theresia Lobenberg) war ein deutscher Bildhauer.

## Leben
Lobenberg wurde als drittes Kind der Eheleute Theodor und Franziska Lobenberg (geb. Wegmann) geboren. Die Familie wohnte in der Schillerstraße 5 in Münster. Robert war Cousin des Bildhauers Heinrich Lobenberg. Beide betrieben Anfang des 20. Jahrhunderts eigenständige Ateliers in Münster. Robert Lobenberg eröffnete sein „Atelier für Kirchenausstattungen“ in der Dorotheenstraße 27. Dort bot er sakrale Werke nach eigenen Entwürfen in Holz und Stein an. Später ergänzte er sein Angebot um Friedhofskunst.
Robert Lobenberg war Mitglied der Freien Künstlergemeinschaft Schanze, außerdem Mitglied des Männerapostolates und des Kirchenvorstandes der Herz-Jesu-Pfarrgemeinde in Münster.

## Werke (Auswahl)
(Quellen: )
- Kanzel der Pfarrkirche in Legden
- Kanzel der Herz-Jesu-Kirche in Münster
- Marien-Altar der Dreifaltigkeitskirche in Dortmund
- Altäre der Pfarrkirche in Nienborg
- Figuren der Mariensäule in Dülmen
- Figuren am Turm der Martinikirche in Münster